# 朝鮮民主主義人民共和國吸菸現象

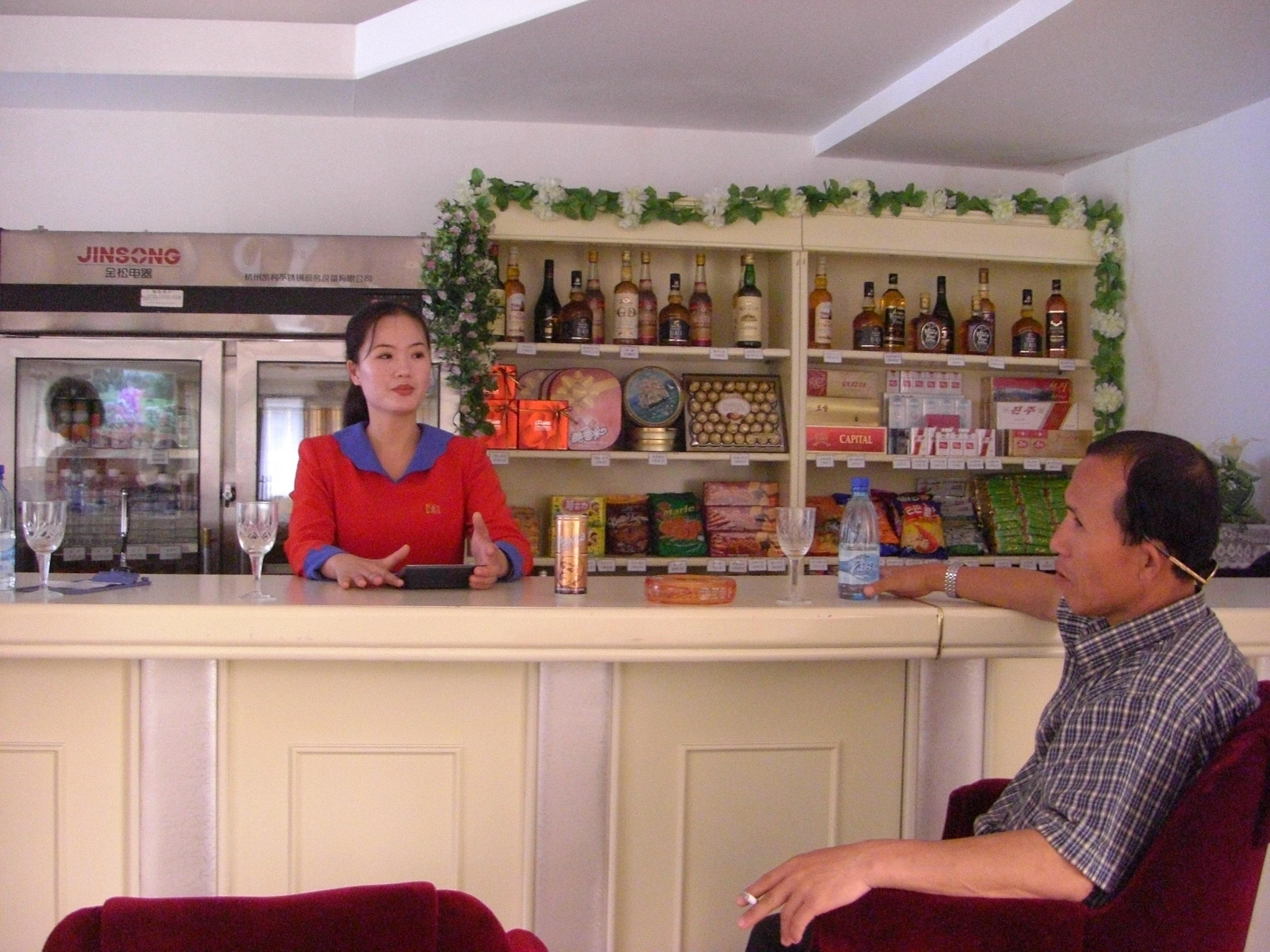
北韓境內一名男子在一家售賣香烟的商店内吸菸

在朝鮮民主主義人民共和國境內，男性民衆吸菸的普遍程度比女性民衆的普遍程度要高。在北韓文化觀念當中對北韓男性民衆吸菸行爲持容許態度，北韓女性民衆吸菸則被認爲是有悖北韓文化的行爲。由此，43.6%的北韓男性有每日吸菸的習慣，相比之下具有每日吸菸習慣的北韓女性佔比爲4.5%，且多數有每日吸菸的北韓女性是北韓鄉鎮的中老年婦女。有鑒於此，吸菸引發的健康問題亦是北韓民衆死亡的一大誘因。根據數據看世界在2021年發佈的數據，有14.2%的北韓民衆因吸菸所引發的疾病而身亡，死亡率位居全球第6。
北韓政府亦曾出台菸草控制計劃，例如通過北韓最高人民会议頒佈公共場所禁菸令，其目的是「爲北韓民衆提供衛生的生活環境」。
北韓最高領導者即金日成、金正日與金正恩均有吸菸的習慣，北韓政府也曾透過努力推進菸草控制計劃以改善國際社會對北韓的觀感。在北韓境內，菸草從北韓國產菸草至備受歡迎的進口品牌香菸依品質分爲三六九等，北韓民衆偏好於吸食口味濃重的菸草，且北韓民衆吸食的菸草品質亦可在一定程度上反映其社會經濟地位。
從北韓的可耕種土地面積與菸草消費量相比，北韓農業的菸草種植比例已然過高。

## 烟草消费狀況
根據世界肺脏基金会和美国癌症协会發佈的數據，2022年北韓約有348.5萬的男性成年民衆吸菸，佔北韓全體男性民衆的34.7%，在15歲以下民衆的群體當中，男性的吸菸比例爲2.3%，女性吸菸的比例爲5.2%。此外，北韓的15歲以上吸菸者在2016年平均每年消耗的香菸支數爲993支。世界卫生组织在2018年估測北韓有46.1%的15歲以上男性民衆吸菸，且26.4%的15歲以上男性民衆有每日吸菸的習慣。北韓禁菸團體在2016年估測北韓約有54%的成年男性民衆吸菸，這一數值高於世界衛生組織在鄰近時段的研究數值。
北韓的吸菸者在2008年每天約吸食12.4支菸，若僅考量北韓男性民衆的每日平均吸菸支數，在2009年的平均數值爲每日15支。北韓男性的平均起始吸菸年齡爲23歲，在25歲至54歲男性民衆群體當中，吸菸者比例隨著年齡的增加而增加，並在45歲至54歲群體當中達到56.4%的最大比率，隨後在55歲至65歲男性民衆群體中，吸菸者比例有下降1.2%，即56.4%。若按照階級劃分，北韓工人階級的吸菸者佔比，較北韓農民階級吸菸者的佔比高。
北韓的吸菸者佔比和南韓相比相差無幾，但南韓男性民衆的平均起始吸菸年紀較北韓更輕，且南韓男性民衆較北韓男性民衆的菸草平均消費量更大。推測是因爲南韓市場經濟盛行，販菸商可以多渠道營銷菸草，且幾乎沒有告訴這些吸菸者需要節制吸菸的聲音。
基於多數的北韓吸菸者數據與資訊來源於生活在南韓的脫北者，因此北韓民衆實際吸菸狀況可能與脫北者的講述有所出入。若根據脫北者研究北韓的吸菸狀況，則可得知雖然北韓的吸菸現象較數據估測更爲普遍，但尼古丁依賴現象不及數據估測普遍，亦有數量可觀的脫北者對戒菸有著濃厚的興趣。

## 历史與概覽
《朝鮮王朝實錄》記載菸草於1616年至1617年間經由日本島傳入朝鮮半島，但菸草在傳入朝鮮半島之初其受衆群體並不廣泛。經過5年至6年後，即1621年至1622年期間，朝鮮半島的吸菸民衆群體已然有所增加，舍宅主人亦會選用菸草待客作爲茶禮的替代。時間來到19世紀80年代，此時生活在朝鲜半岛民衆不論性別均有吸菸群體。
朝鮮民主主義人民共和國境內的民衆認爲男性吸菸是一件稀鬆平常的事情，但女性吸菸則有悖北韓社會文化。
北韓最高領導者即金日成、金正日、金正恩均爲吸菸者。金正日曾將吸菸者、不識樂理者、不曉電腦者合稱爲「21世紀的三大愚者」。金正恩有在包括地鐵車廂在內公衆場所吸菸的習慣，在2013年12月李雪主懷孕期間，金正恩依然會在李雪主身旁吸菸，李雪主亦曾勸阻過金正恩戒菸，但金正恩未採納李雪主的建議。
金正恩吸菸照片亦曾出現在報紙《勞動新聞》頭版，以及朝鮮中央電視台的報導當中。有鑒於此，金正恩的吸菸行爲致使北韓境內的禁菸運動面臨著複雜的處境。即便在北韓境內，由於金正恩被視爲「不會犯錯的神明」因此鮮少會有討論金正恩負面議題的狀況發生，若有聲音說明金正恩的吸菸影響時北韓政府還會以褻瀆最高領導者尊嚴的理由反駁。然而在北韓境內尚有民衆質疑金正恩口是心非的聲音，並表示金正恩的公開吸菸行爲與金正恩大力推行的禁菸政策自相矛盾。

## 吸菸文化

### 男性與吸菸

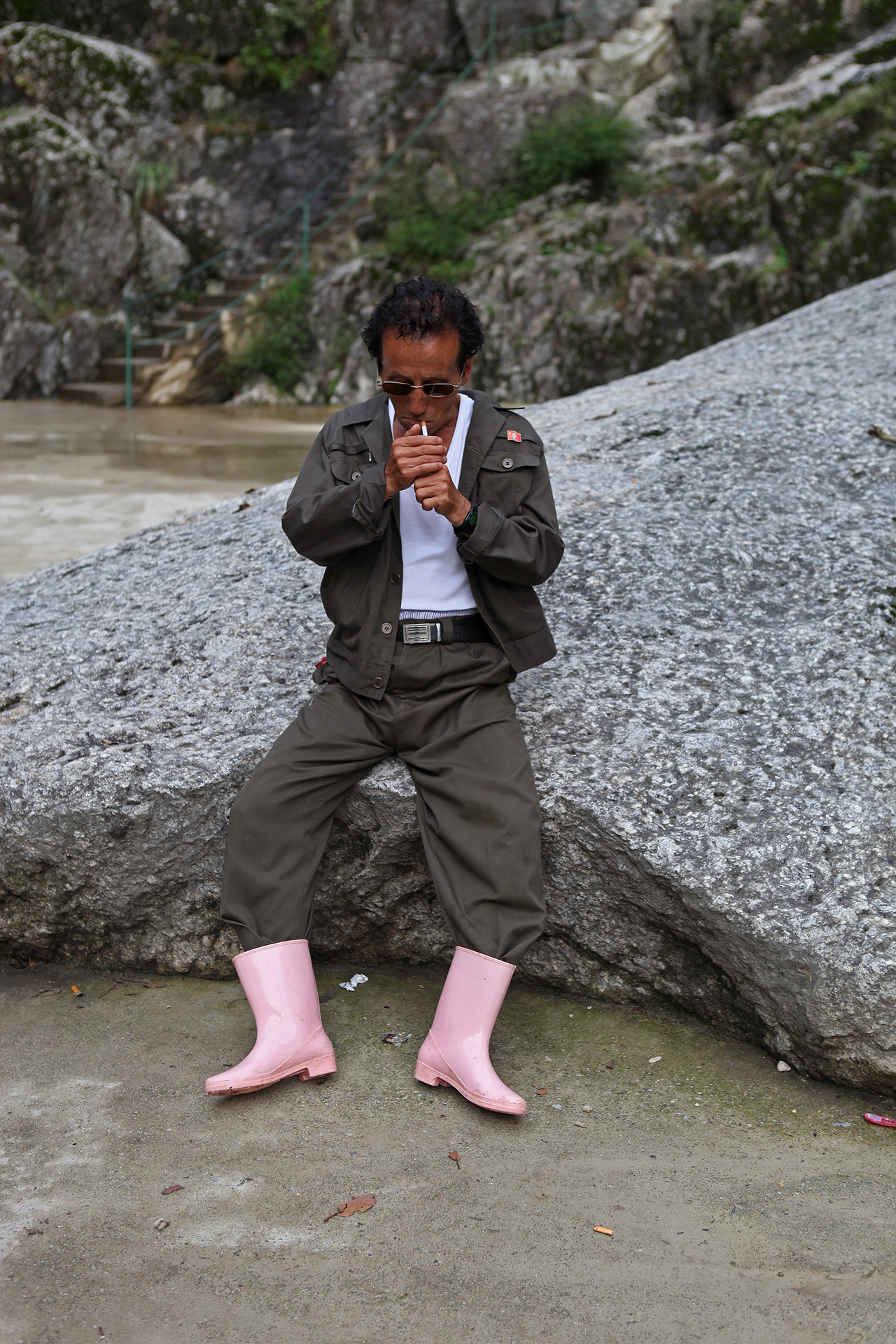
一位正在吸菸的北韓男性民衆

北韓文化與社會氛圍認爲男性吸菸是一件自然而然的事情，並且北韓的吸菸行爲也理應由男性所主導。北韓的男性會以娛樂消遣爲導向進行吸菸行爲，且多數的北韓男性是在服兵役期間開始有吸菸行爲。同時，男性吸菸在北韓的社會文化、工作文化、軍事文化當中起到尤爲重要的角色。有鑒於此，北韓的文化與社會對北韓男性過量吸菸與出現尼古丁依賴現象是可接受的。
吸菸對於北韓男性而言同時是一項社交方式，若一位北韓男性沒有吸菸行爲，有可能會被其他人孤立。亦有脫北者開玩笑稱北韓的男性可以一日無食但不可一日無菸，香菸在北韓亦爲賄賂官員的熱門物品，北韓的官員亦可透過行賄者送來的香菸知曉自己的受賄額度。

### 女性与吸烟
北韓境內的女性進行吸菸行爲被視爲北韓文化與社會禁忌，北韓社會氛圍認爲女性吸菸比酗酒更可怕，且北韓的女性可能會因爲吸菸行爲而在北韓社會當中被輕視。然而北韓的已婚女性或老年婦女會在非公開場合吸菸，北韓農村地區的中老年女性吸菸亦爲常態。
北韓政府稱北韓境內不存在吸菸的女性，世界衛生組織在2021年發佈的全球吸菸報告當中也沒有北韓女性吸菸的數據。此外，在北韓的禁菸運動當中，女性亦成爲勸阻男性吸菸的角色，例如朝鮮中央電視台節目「威脅生命的超優質最佳物品」當中的女性對男性吸菸者評價爲環境破壞者。

### 吸烟者的偏好

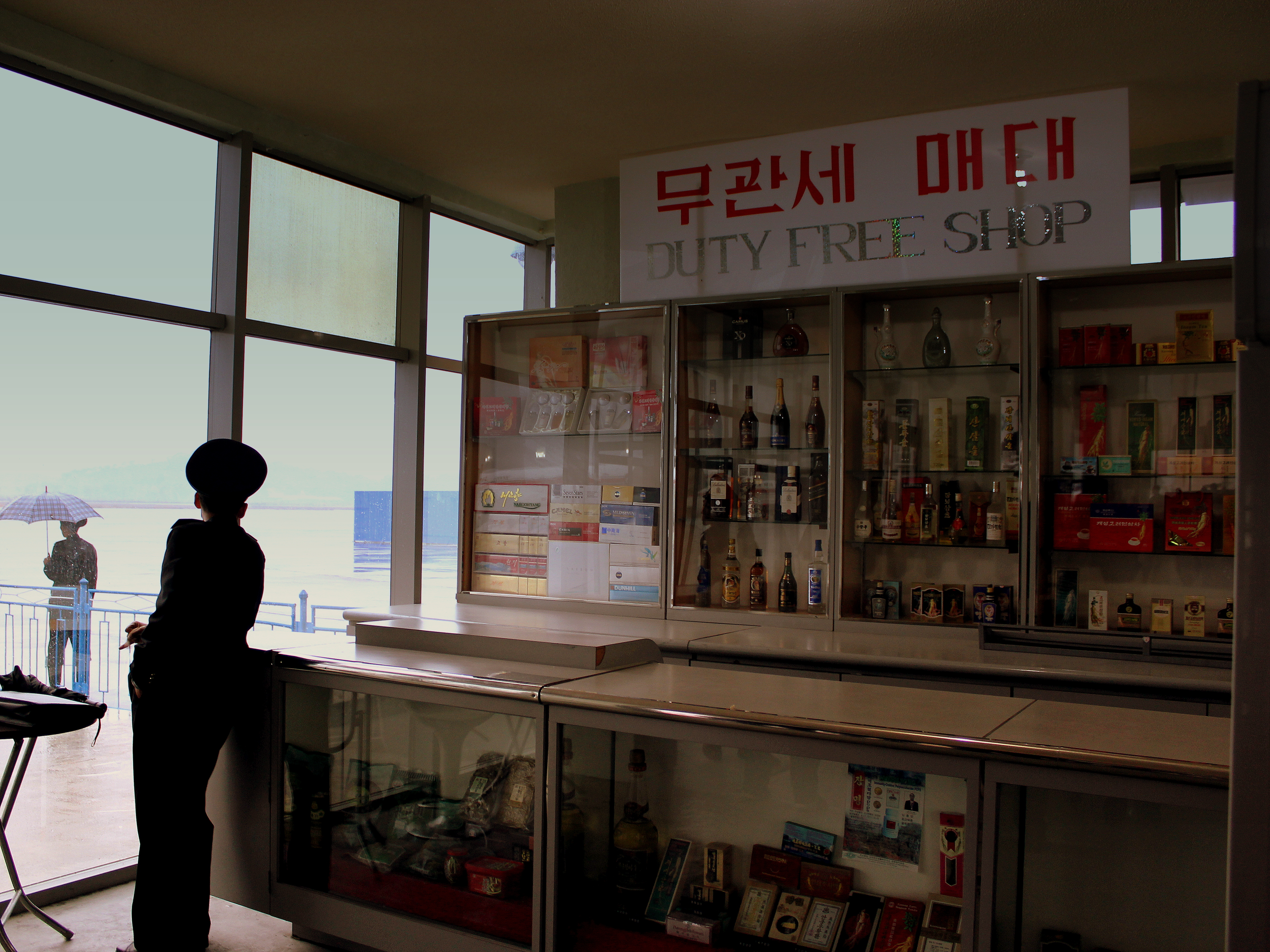
在平壤順安國際機場免税店出售的香菸

北韓境內具有豐富品種的捲菸可供選擇，北韓民衆亦偏好吸食味道濃鬱的菸，具有滤嘴的香菸在北韓境內亦是搶手貨。相較於北韓的國產香菸，北韓的菁英階層更偏好吸食來自美國、中國、俄國、日本的進口香菸產品。北韓民衆吸食香菸的品牌亦可在一定程度上反映其社會經濟地位，包括進口香菸產品與北韓國產品牌7·27牌香菸。北韓的菸草公司之間亦會出於競爭目的對香菸產品推陳出新，例如在香菸濾嘴當中加入水果口味的彈珠以提供別致的吸菸體驗，但在北韓境內幾乎沒有售賣薄荷香菸的商販。
進口香菸可使用硬通貨在對應的硬通貨商店購買，這些販菸店也會販賣北韓境內品質名列前茅的香菸。由於這類使用硬通貨標價的販菸店通常是服務於來訪北韓的旅客，因此這些高質量菸草產品可在一定程度上讓來訪北韓的旅客留下「北韓可以生產高質量菸草產品」的影響。香菸在北韓境內是備受歡迎的送禮物品，由此也出現「將高端香菸當作禮物送予北韓導遊」的聲音。
在吸食香菸之外還有自製捲菸吸食的方式，對於採用後者方式進行吸菸的北韓民衆更偏好於使用朝鮮勞動黨中央委員會的黨報《勞動新聞》來捲菸。消耗一張勞動新聞報紙可以捲40至50支捲菸，根據脫北者所言，當一名北韓民衆開始吸食由勞動新聞捲製的捲菸後，此人便無法適應由其他紙張捲製的捲菸。亦有脫北者評價中國捲菸口感，不及使用勞動新聞捲製的捲菸口感。但是基於勞動新聞的發行量有限，因此多數的北韓民衆使用其他紙張捲製捲菸。根據每日北韓的報導，由於在COVID-19疫情過後北韓民衆對勞動新聞的興趣有所下滑且勞動新聞的發行量減少到只有北韓政府官員才能閱讀，因此政府官員亦會將勞動新聞製成捲菸紙在市場販售。

## 吸菸造成的健康影响
世界衛生組織表示北韓境內的非傳染性疾病出現與蔓延的主要原因之一，是因爲北韓民衆的吸菸比例已然過高。根據網站「菸草地圖冊（英語：Tobacco Atlas）」所發佈的數據，2021年度有27.4%的北韓男性民衆與8.1%的北韓女性民衆因吸菸而身亡。若換算爲具體人數，則每年約有4萬名北韓民衆因吸菸而身亡。北韓民衆因吸菸所導致的身亡率位居全球第6，僅次於中國、格陵蘭、基里巴斯、丹麥和密克羅尼西亞聯邦。

## 北韓政府採取的控烟行爲

### 菸草販售控制
根據2009年北韓控菸法第22條與第23條的規定，所有在北韓境內售賣的菸草只可在指定的商店並以北韓政府指定的價格販賣。根據2014年的物價，北韓境內售賣規格20支每盒的香菸售價衆數爲246.38 KPW，而最低售價的20支每盒香菸爲7.47 KPW。

### 政府與醫療機構的協作控制
北韓政府有成體系地制訂過菸草控制的目標，且有爲此設立北韓全國香菸控制委員會，以「將菸草控制活動作爲北韓國家保健活動之一」的宗旨，來協助北韓政府達成菸草控制的目標。雖然北韓境內尚無開通戒菸熱綫以供北韓吸菸民衆致電諮詢，但是多數的北韓醫療機構都可爲吸菸的北韓民衆提供包括制訂戒菸計劃和尼古丁取代療法在內的戒菸協助。並且，北韓政府會全部或部分承擔北韓的吸菸民衆在戒菸過程中產生的費用。
在醫院之外，北韓境內亦有11個戒菸服務點。基於安非他酮和伐尼克蘭被北韓政府認定爲非法藥物，因此北韓的藥劑師會用草藥來配置戒菸藥。

### 社會控菸運動
北韓社會亦發起過「跨世代控菸運動」，已知最早的控菸運動於2004年發起。北韓政府亦曾在2008年制訂「爭取在2010年之前將民衆吸菸率降至30%」的目標。雖然在2000年代發起的控菸運動所取得的成效並不令人樂見，但基於控菸運動的發生自2010年代以來較2000年代更爲頻繁，因此北韓民衆的吸菸比例自2000年代以來已經有所下降。隨著時間的推進，北韓政府亦逐步重視控菸運動。在每年的世界無菸日期間，北韓政府也會與世界衛生組織駐在北韓代表處共同舉辦禁菸宣傳活動，並對北韓的青少年加強教育與防範吸菸行爲。朝鮮中央通訊社表示全球戒菸已勢不可擋，北韓境內的戒菸活動日益活躍，北韓民衆也意識到吸菸致使的危害與風險，遂而選擇戒菸道路。

### 行政與法律控菸

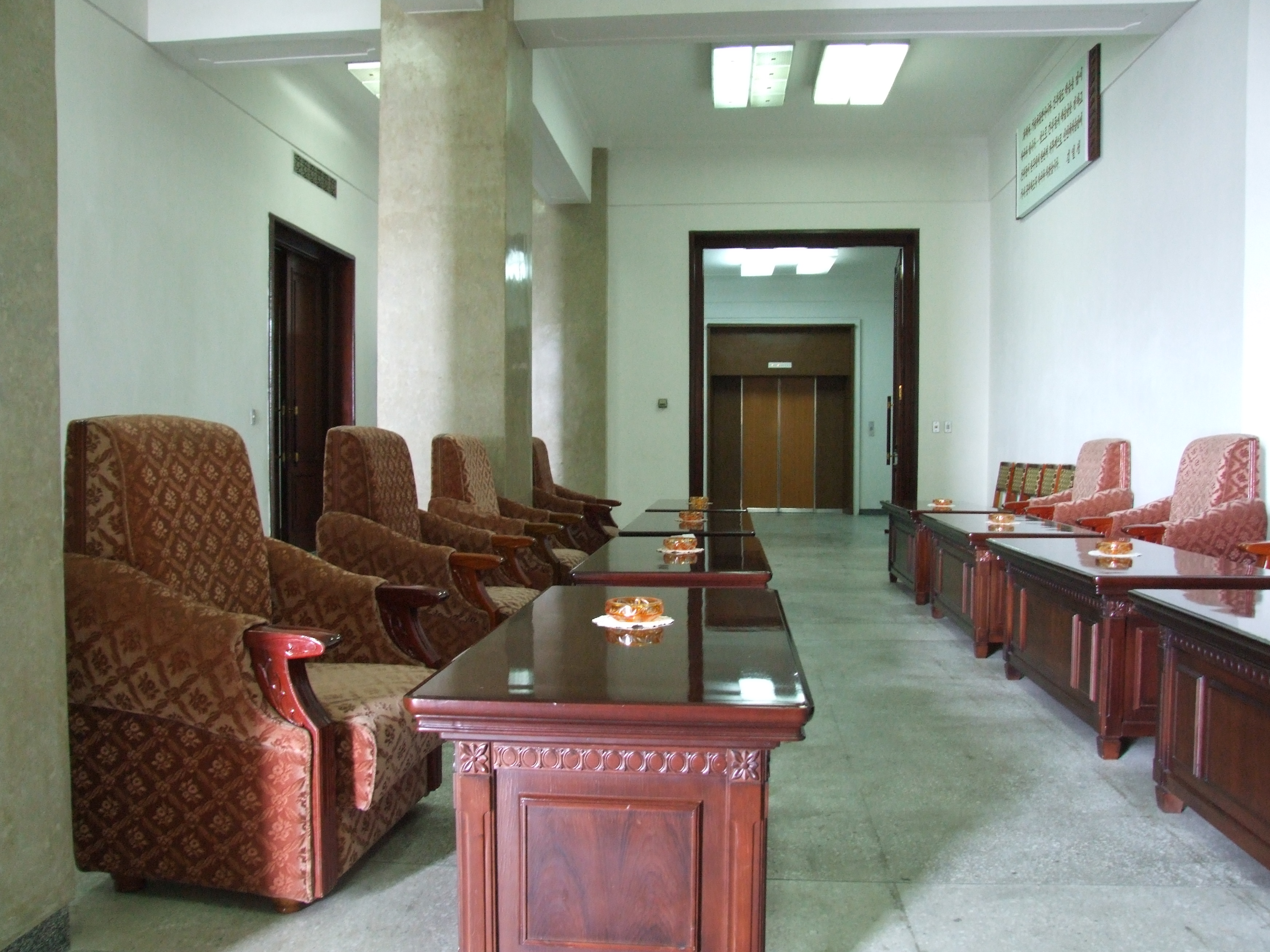
位於平壤市人民大學習堂的吸烟室

北韓於2003年6月17號签署《烟草控制框架公约》，後於2005年4月27號經北韓政府批准，公約生效。此後在北韓境內，控菸運動開始變得稀鬆平常。同時，自2004年起北韓的中學生若有吸菸行爲則會無法入學大學，在2005年時北韓亦有制定《朝鮮民主主義人民共和國香菸管制法》，限制在公共場所的吸菸行爲。
在2020年之前，雖然北韓政府亦有逐漸加強菸草管控，但是基於北韓政府頒佈的吸菸限制令較臨近國家寬鬆，因而此類限制令對降低北韓民衆的吸菸率影響甚是有限。吸菸限制令的適用範圍廣泛，涵蓋多種場所，但仍有場所不適用於吸菸限制令。
有鑒於此，雖然北韓民衆會積極遵守部分北韓政府頒佈的吸菸限制令，但是北韓全境的民衆遵守吸菸限制令的狀況參差不齊，且北韓政府也沒有對違規的吸菸執行強制罰款以儆效尤。每日北韓稱北韓政府有於2016年舉行的控菸運動中出台罰則，並警告北韓民衆若有違反吸菸限制令的行爲，違反者的肖像將經由電視公之於衆。
2016年3月之前，北韓政府雖有強制所有北韓境內售賣的菸草產品包裝上必須有印製菸盒警告訊息，但沒有強制規定警告資訊的規格。因此在北韓境內售賣的菸草產品僅有在包裝的側面印製菸盒警告訊息，內容爲「吸菸有害健康」，以及明確標明此菸草產品的尼古丁與焦油含量。同時，在北韓境內售賣的菸草產品包裝上亦沒有印製圖像型警告訊息。菸盒表示的尼古丁與焦油含量數值必須準確，不得誤導大衆。所有在北韓境內販售的菸草產品，均需經過北韓地方政府的審批通過後方可售賣。自2016年3月起，北韓政府開始强化菸盒警告訊息的警示力度，例如從原先籠統的警告危害健康改爲吸菸會引發的具體疾病字句。
北韓政府亦規定無論出於何種原因，向17歲以下的民衆販售菸草產品均屬違法，亦禁止自動售菸機的使用。對於在北韓境內販售的菸草產品，政府不會對其徵稅。
2019年北韓政府通過《朝鮮民主主義人民共和國香菸管制法》，法律限制北韓從境外進口菸草產品，並禁止電子菸在北韓境內的使用與販售。同年北韓境內亦有開展活躍的控菸運動，並向北韓的吸菸民衆普及吸菸的危害。朝鮮中央電視台評價成日吸菸的民衆，是爲「喪盡天良之人」。
2020年11月4號，在北韓第十四屆最高人民會議常任委員會第十一次全體會議上，北韓政府通過《朝鲜民主主义人民共和国禁烟法》，法律全文共31條。朝鮮中央通訊社表示需要在法律與社會層面加強對菸草生產、銷售、吸食的管控，並在法律明文規定的禁菸場所張貼顯眼的禁菸標識。北韓禁菸法明文規定禁菸場所包括影院、劇院、政治與思想教育場所、教育單位、公共設施、公共交通，並表示若有違反即刻依法處罰。同時，北韓禁菸法亦規定所有販售菸草產品的店鋪必須持證販售，並爲戒菸服務、尼古丁成癮治療與宣傳控菸運動提供法源依據。在北韓禁菸法生效之前，北韓政府一般不會或象徵性處罰違反吸菸限制令的北韓民衆。北韓禁菸法生效後，朝鮮中央通訊社亦有引述世界各醫師與專家的觀點，向北韓民衆宣導吸菸會增加感染SARS-CoV-2的概率。
自2020年北韓禁菸法生效以來，北韓政府已經有在禁菸場所張貼各類吸菸所致負面影響的海報，例如張貼吸菸導致壞疽和唇癌的海報來警示北韓民衆，抑或是張貼「爲未來」類的海報來勸說北韓民衆。但截至2025年，北韓政府仍未出台餐廳與酒館的吸菸限制令。

## 烟草业

### 菸草種植產業
菸草種植產業在北韓境內，規模可觀。在種植與產量方面，2012年北韓全境共有5.3萬公頃的耕地用於種植菸草，約佔同期北韓總耕地面積的2.3%，比例爲全球第四，因此，北韓每年的菸草產量平均爲8萬噸，產量位居全球第25名；在品質方面，由北韓出產味道濃鬱、品質優良、價格昂貴的菸草幾乎都來自於北韓北部邊界臨近中國區域。
北韓境內的菸葉售價低廉，自市場購得菸葉自製捲菸易如反掌。北韓的農民會在自有使用權的土地上種植菸草，亦有北韓民衆從集體農莊中盜竊菸草販售獲利。

### 菸草製造與銷售產業
北韓共有14家菸草工廠，共生產約30種菸草製品。部分香菸成品會出口到中東，部分工廠也會與北韓境外的公司合作生產與銷售菸草製品，例如位於羅津先鋒經濟特區的大同江菸草公司和羅先新興菸草公司會與中國的吉林菸草公司合作。英美菸草在2007年至2017年間曾向北韓銷售菸草，曾因爲政治與公關原因有減少對北韓的菸銷售量，後因爲違反對北韓的制裁而被處罰6.35億美元。在冷戰時期，北韓曾使用質量低下的菸草，作爲與蘇聯進行交易的貨幣並進口蘇聯的商品。
在陽光政策期間，北韓有將高端的香菸產品銷往南韓，並獲得南韓统一派系民衆的認可。北韓境內還存在私營的菸草工廠，自1990年代起有祕密生產冒牌香菸產品，此乃北韓政府非法賺取硬通貨活動其中的一環。
北韓是全球最大的假菸生產國之一，其中包括銷往亞洲並假冒衆國際品牌的香菸。北韓通常會從國際供應商處購得菸草原料，並經中國輾轉走私進入北韓境內。